# En rade
En rade è un film muto del 1927 diretto da Alberto Cavalcanti.

## Trama
storia d'amore tra una giovane cameriera, succube della madre e il figlio di una lavandaia.